# Kuvasz
Kuvasz, kuvasz węgierski – rasa psów, należąca do grupy psów pasterskich i zaganiających, zaklasyfikowana do sekcji psów pasterskich (owczarskich). Nie podlega  próbom pracy.

## Rys historyczny
Rasa ta jest bardzo stara i prawdopodobnie przybyła na tereny Węgier w XIII wieku wraz z Kumanami. Istnieją jednak przypuszczenia, iż dzisiejszy kuvasz jest potomkiem psów cywilizacji Sumerów. Hodowla tej rasy rozpoczęła się z wiekiem XX, przeżyła załamanie świetności w trakcie drugiej wojny światowej po to, aby odzyskać ciągłość rasy dopiero po niej.

## Użytkowość
W przeszłości psy te były wykorzystywane do pilnowania stad bydła, a może nawet i koni przed drapieżnikami. Były także używane do polowań na dziki, gdzie kierowały się swym doskonałym węchem. Dzisiaj kuvasze to dobre psy rodzinne i stróżujące.

## Wygląd
Duży, mocny pies pasterski o silnych mięśniach. Typowy kuvasz powinien mieć ciemnobrązowe oczy, trójkątne uszy, umięśnioną szyję i głęboką klatkę piersiową. Kuvasz porusza się eleganckim, zwartym krokiem. Jego ogon jest dość nisko osadzony, a końcówka zakręcona ku górze. 

## Charakter
Kuvasze, jak wszystkie psy pasterskie, są odważne i inteligentne. Dobrze wychowane są lojalne i wierne, ale źle prowadzone mają skłonności do dominowania swych właścicieli. Kuvasz z dystansem i nieufnością podchodzi do obcych. To czujny i dobry stróż – jego uwadze nie umknie żadna zmiana w otoczeniu.

## Szata i umaszczenie
Sierść kuvasza może być prosta lub falista, choć często zdarza się połączenie tych dwóch typów na jednym osobniku. Włos jest gęsty i niezbyt odstający. Najbardziej poprawną maścią jest czysta biel, ale dopuszczalna jest barwa kości słoniowej. 